# Рок Сити (Илиноис)
Рок Сити (енгл. Rock City) град је у америчкој савезној држави Илиноис.

## Демографија
По попису из 2010. године број становника је 315, што је 2 (0,6%) становника више него 2000. године.
| Група             | 2000.       | 2010.       |
| Белци             | 312 (99,7%) | 305 (96,8%) |
| Афроамериканци    | 0 (0,0%)    | 0 (0,0%)    |
| Азијати           | 0 (0,0%)    | 0 (0,0%)    |
| Хиспаноамериканци | 0 (0,0%)    | 8 (2,5%)    |
| Укупно            | 313         | 315         |